# 政治的レズビアン主義
政治的レズビアン主義 （せいじてきレズビアンしゅぎ、英語: political lesbianism）または政治的レズビアニズム（せいじてきレズビアニズム）は、主に第二波フェミニズムやラディカル・フェミニズムで提唱された、性的指向は選択可能であるという考えに基づいた実践である。政治的レズビアン主義では、性的指向は政治的・フェミニスト的な選択であると主張し、性差別との戦いの一環で、女性にとって異性愛に代わるポジティブな選択肢として、レズビアンになることを主張している。
意図的に女性と付き合う政治的レズビアン主義はレズビアン分離主義を含むが、それだけに限定されることはない。

## 歴史
政治的レズビアン主義は、1960年代後半に第二波のラディカル・フェミニストの間で、性差別や強制的異性愛に対抗する手段として生まれたものである。
シーラ・ジェフリーズは、1981年に『敵を愛する？異性愛フェミニズムと政治的レズビアニズムの論争 (Love Your Enemy? The Debate Between Heterosexual Feminism and Political Lesbianism)』を「リーズ革命的フェミニスト・グループ」と共著で発表した。
彼女たちは、女性は異性愛への支持を捨て、男性と寝るのをやめるべきだと主張し、男性を「ベッドと頭の中から」追い出すことを奨励した。 
政治的レズビアン主義の主な考えは、男性から分離することであるが、必ずしも政治的レズビアンは女性と寝なければならないということではない。政治的レズビアンの中には、独身主義、無性愛者であることを選んでいる人たちも存在する。 
例えば、前述の『リーズ革命的フェミニストグループ』による政治的レズビアンの定義は「男性とファックしない女性である、と認識した女性」である。彼女たちは、男性は敵であり、男性と関係を持つ女性は彼らの協力者であり、自分たち女性への抑圧に加担していると主張した。異性愛行動は家父長制の政治構造の基本単位とみなされ、異性愛行動を拒否するレズビアンは、それゆえに確立されたその政治システムを破壊することになるとされる。
1968年から1973年にかけてニューヨークで活動した第二波のラディカル・フェミニストのグループ「The Feminists」の創設に貢献したラディカル・フェミニストのティ・グレース・アトキンソンは、「フェミニズムは理論、レズビアニズムは実践」という、この運動を体現する言葉を残したと言われている。

## 共通利益
ニューウェーブ・フェミニズムは女性たちに、異性愛規範、伝統的なセクシュアリティ、結婚、家庭生活といった、一部のフェミニストからはほとんど考慮されない女性を従属させるシステムから抜け出すプラットフォームを提供したとされる。
支配的な異性愛関係から抜け出すことで、女性たちは共通利益を持つレズビアンとして宣言する機会を与えられ、その結果、フェミニズムはレズビアンであることが個人的な苦痛や苦悩ではなく、重要な政治的問題であるという環境を提供することが可能とされた。
広い意味での政治的レズビアン主義は、女性といる女性という政治的帰属を意味する。これは性的指向を超えた役割を包含するが、男性との関係を結ぶことを避けることは支持している。これは女性たちが共通の関心を共有し促進することで、社会における女性の役割を向上させるために必要で前向きなエネルギーが生まれるという考えに基づいている。もし女性たちが伝統的な規範を選択するならば、異性愛と性差別の制度によって、その進展は抑制されると考えられているからである。
フェミニズム運動の中にはレズビアンに対する差別もあったが、結果的にはレズビアンにとって必要な政治的プラットフォームを提供することになった。その余波によって、セクシュアリティに対する多様な見方が広がり取り入れられた。

## レズビアン分離主義
分離主義フェミニズム（Separatist feminism）は、家父長制に反対するためには、女性と女児にのみ焦点を当てることが最善であるとするラディカル・フェミニズムの一形態である。  
分離主義フェミニストの中には、男性がフェミニズム運動に有益な貢献ができるとは考えず、善意の男性であっても家父長制の力学を再現してしまうと考える人たちも存在する。
フューリーズ・コレクティブの初期メンバーであるシャーロット・バンチは、分離主義フェミニズムを「最初の一歩」期間の戦略、あるいは特定の目標を達成したり個人の成長を高めるために主流の活動から一時的に撤退するものと考えていた。フューリーズは、レズビアン分離主義者が「男性特権との結びつきを断ち切る女性たちとだけ」関係することを推奨し、「女性がまだ異性愛の恩恵を受け、その特権と保証を受け取っている限り、いつかは姉妹、特にそれらの恩恵を受けていないレズビアンの姉妹を裏切らなければならないだろう」と述べた。

## セクシュアリティの社会的構成と批判
セクシュアリティに関するいくつかのフェミニスト理論は、生物学的固定化を回避し、セクシュアリティの基礎として社会的構築を受け入れている。しかしながらこの考えは、セクシュアリティやレズビアニズム、そして男性や子供のいない純粋なレズビアンの社会が長期的に持続可能であるかどうか、さらなる疑問を投げかけるものであった。
もしもセクシュアリティが本性の構築物であるならば、本性の歴史的形成の本質を理解する余地はほとんどない。特に、男性や女性の歴史的性質が異性愛を強化したものであるならばなおさらである。
セクシュアリティが選択の域を超えたものであると見做されるにつれて、レズビアニズムとセクシュアリティの理論的な明確性の欠如はより深刻になった。また、レズビアンが社会的な制度となった場合、関係性の中で支配的な役割が存在する道となり、政治的レズビアン主義の本来の意図に対しての課題になる可能性がある。